# Cheilotrichia areolata
Cheilotrichia areolata là một loài ruồi trong họ Limoniidae. Chúng phân bố ở Chúng phân bố ở miền Cổ bắc và miền Tân bắc.
- Tư liệu liên quan tới Cheilotrichia areolata tại Wikimedia Commons